# Віталька
«Віталька» — український комедійний телесеріал, який виходив з 2012 по 2017 рік на телеканалі ТЕТ. Головну роль виконував учасник КВН та «Comedy Club», актор Гарік Бірча, який також є автором ідеї.
Перший сезон почався 29 жовтня 2012 року. Другий сезон серіалу канал ТЕТ почав транслювати 4 березня 2013 року. Серіал став одним з найпопулярніших проєктів телеканалу ТЕТ у 2012 році.

## Опис серіалу
30-річний молодик Віталік живе у квартирі з мамою Мариною Францівною, яка бачить у своєму майбутньому милого парубка, який все ще потребує її турботи й підтримки. Однак сам Віталік вже давно цікавиться протилежною статтю: «ногастими» та «грудастими» жінками. Заради знайомства та залицяння із ними головний герой готовий на все, але з цього виходять лише кумедні ситуації. В кожній серії він йде до парку, де підсідає до дівчат і намагається їм сподобатися. Зазвичай свої знайомства Віталік починає з фрази: « А можна з тобою познакомиться (покуражиться)?». Тож у спілкуванні з протилежною статтю йому доводиться обходитися переважно дружбою із бабусями Євгенівною і Богданівною , що розмірковують про життя із лавочки місцевого двору. 

## Характеристика головного героя
Віталік відрізняється дуже рухливою й експресивною мімікою, а також костюмом «ботаніка» з короткуватими штанцями. Він має цілеспрямовану та прямолінійну вдачу, завжди говорить те, що думає. Водночас Віталік залишається великою дитиною та не відчуває межі у прямолінійності, бо за словами автора ідеї Гаріка Бірчі:
|  | Він простак, звичайнісінький мужик до самих кінчиків нігтів, можливо, ще й не сформований остаточно як чоловік, але він саме такий. … Всі його якості — це результат того, що він виховувався без батька, без належного прикладу перед очима, і саме тому йому бракує істинних чоловічих рис. |

Гарік Бірча також приписує своєму герою доброту, сміливість та віру в любов, але називає його поведінку антиприкладом-самовчителем для молоді.

## Прем'єри сезонів
- Нові серії «Вітальки» на ТЕТ вже  |archive-url=https://web.archive.org/web/20160413105626/http://tet.tv/uk/project/vitalka/news/read/vitalka-zapakhlo-smagenym/ }}</ref>
- 7 сезон — 09.03.2015[4]
- 9 сезон — 14.03.2016[5]
- 10 сезон — 07.03.2017[6]

## Нумерація серій
| Номер серії (у сезоні) | Перший сезон            | Другий сезон       | Третій сезон         | Четвертий сезон          | П'ятий сезон            | Шостий сезон             | Сьомий сезон         | Восьмий сезон                  | Дев'ятий сезон               | Десятий сезон                        |
| ---------------------- | ----------------------- | ------------------ | -------------------- | ------------------------ | ----------------------- | ------------------------ | -------------------- | ------------------------------ | ---------------------------- | ------------------------------------ |
| 1.                     | Спортклуб               | Кіно               | Футбол               | Охоронець в супермаркеті | 8 березня               | Прогулянка по Дніпру     | День закоханих       | Перший день подружнього життя  | Перезавантаження             | Примхи вагітних                      |
| 2.                     | Лікарня                 | Полювання          | Шукає подарунок мамі | Далекобійник             | 8 березня               | Дитячий садок            | 8 березня            | Мальчишник                     | Повернення блудного чоловіка | В школі молодих татусів              |
| 3.                     | Автосалон               | День народження    | Схід                 | Кам'янець-Подільський    | Переїзд тата            | Автомийка                | Танці                | Діджей                         | Переїжджає                   | З Євою на рибалці                    |
| 4.                     | Пікнік                  | Бібліотека         | Лазня                | Банк                     | Шукають роботу          | Село                     | Мистецтво            | Міністерство енергетики        | Три жінки під одним дахом    | Підозри                              |
| 5.                     | Автошкола               | Гламурна вечірка   | Бізнесмен            | Івана Купала             | Нерухомість             | Будівництво              | Гаджети              | Японія                         | Екстрасенс                   | Переїзд від Тамари                   |
| 6.                     | Пляж                    | Жіночий гуртожиток | Трускавець           | Перше вересня            | Працює в міліції        | Етнофестиваль            | Секс-меншини         | Інкасатор                      | Секретне завдання            | Знайомство Єви з батьками            |
| 7.                     | Нічний клуб             | Універ             | Неформали            | Монастир                 | Іншопланетяни           | Печера                   | Пожежник             | Салон краси                    | Води (1 серія)               | Готується до пологів                 |
| 8.                     | Риболовля               | Ковзанка           | ЖКГ                  | Яхта                     | День народження Наташі  | Тренер з плавання        | Велогонка            | Сміттяр                        | Води (2 серія)               | Велика сварка                        |
| 9.                     | Міліція                 | 8 Березня          | Дача                 | Зоопарк                  | Рок-концерт             | Льотчик-випробувач       | Перший дзвоник       | Агент тата                     | Футбол (грає)                | Таємне стає явним                    |
| 10.                    | Ресторан                | 8 Березня          | Байкери              | У дідуся                 | Знайомства по Інтернету | Похід на байдарках       | Гольф                | Шукає скарби                   | Біжи, Віталік, біжи          | На ралі                              |
| 11.                    | Салон краси             | Музей              | Екскурсія            | Показ мод                | Собака                  | Східні єдиноборства      | Секретний агент      | Зізнання                       | Ревнощі                      | Козаки                               |
| 12.                    | Супермаркет             | Буковель           | Майовка              | Карпати                  | Сексуальне рабство      | Ландшафтний дизайн       | Побачення з Тамарою  | Провідник                      | Підступні жінки              | Підготовка до переїзду батьків       |
| 13.                    | Село                    | Стрип-бар          | Ворожіння            | Вампіри                  | Пікап                   | Повар                    | Хелловін             | Чернігів                       | Приймає рішення              | Наталька проводжає батьків до Італії |
| 14.                    | Спа-салон               | Кінний клуб        | Боксер               | Ринок                    | «Моду народу»           | Цирк                     | За грибами           | У дідуся                       | Єгипет (1 серія)             | Вечірка з моделями                   |
| 15.                    | Кінотеатр               | Ігрові автомати    | Крим (серія 1)       | Телебачення              | Харків                  | Мажори                   | Караоке              | Грузинська теща                | Єгипет (2 серія)             | Оркестр                              |
| 16.                    | Турагенція              | Конкурс краси      | Крим (серія 2)       | Заправка                 | Полтава                 | Дайвер                   | День народження      | Мама Наташі                    | Таксі                        | Готується стати батьком              |
| 17.                    | Робота                  | Поїзд              | Дельфінарій          | Спорт                    | Львів                   | Захворів                 | Прогулянка з Настею  | У Грузії. Тбілісі              | Поворот долі                 | На курсах майбутніх мам              |
| 18.                    | Аквапарк                | Армія              | М'ясокомбінат        | Літак                    | Одеса                   | Табір (1 серія)          | Прогулянка з Наташею | У Грузії. Кавказький полонений | Тренер з фітнесу (1 серія)   | Пологи                               |
| 19.                    | Шопінг                  | Казино             | Ринок                | Романтика                | Лікарня                 | Табір (2 серія)          | Пропозиція           | Викриття                       | Тренер з фітнесу (2 серія)   | У пологовому будинку                 |
| 20.                    | Весілля                 | Театр              | Ферма                | Тато                     | Готель                  | Депресія                 | Весілля              | Суд                            | Розлучення                   | Немовля                              |
| 21.                    | Казка                   | Боулінг            |                      | 12 місяців               | Джей Ло                 | Новий рік 2015 (1 серія) |                      | Один НЕ вдома (1 серія)        |                              |                                      |
| 22.                    | Йде за подарунком       | Перше квітня       |                      | 12 місяців               | Цигани                  | Новий рік 2015 (2 серія) |                      | Один НЕ вдома (2 серія)        |                              |                                      |
| 23.                    | Шукає ялинку            |                    |                      |                          | Весілля батьків         | Новий рік 2015 (3 серія) |                      | Один НЕ вдома (3 серія)        |                              |                                      |
| 24.                    | Напередодні Нового року |                    |                      |                          | Настя                   | Новий рік 2015 (4 серія) |                      | Один НЕ вдома (4 серія)        |                              |                                      |

## У ролях

#### У головних ролях
- Гарік Бірча — Віталька
- Ганна Левченко — Євгенівна
- В'ячеслав Ніконоров — Богданівна
- Олеся Чечельницька — Марина Францівна, мама Вітальки
- Сергій Лаврик — Валерій, тато Вітальки[7]
- Катерина Островська — Наташа, дівчина, яку завжди хоче підкорити Віталька, пізніше стала його дружиною
- Юлія Домашець — Настя, дружина Вітальки, яка спочатку видавала себе за його сестру[8]
- Катерина Гулякова — Тамара, дівчина-спецагент, дружина Вітальки[9]
- Наталка Денисенко — Єва, фітнес-тренер, коханка Вітальки[10]
- Анатолій Барчук — Франц, дідусь Вітальки
- Марина Мітряєва — Маргарита Сергіївна, мати Наташі
- Андрій Герасимчук — Дід Петрович

#### Другорядні ролі
- Дмитро Усов — Леонід, продавець в автосалоні
- Юріс Тете — Гергій Констянтинович, директор турагенції/ директор компанії/ Барон, кримінальний авторитет
- Лі Берлінська — медсестра
- Марта Логачова — відпочиваюча на пікніку/ масажер/ продавчиня в магазині подарунків/ дівчина-привид/ Надя, плавчиня
- Олександр Агеєнков — рятувальник аквапарку/ доктор у лікарні/ доктор в санаторії/ Борис Ісакович, лікар
- Ілля Прокопів — асистент режисера
- Алла Титаренко — провідник поїзда
- Ліна Будник — бабуся в поїзді/ бабуся в парку/ продавчиня грибів
- Констянтин Данилюк — сусід
- Ганна Сєдокова — камео
- Ася Біла — Іра, дівчина в парку/ дівчина, яку зла мачуха послала за підсніжниками/ Віка, дівчина з села
- Ірина Балан — відпочиваюча в Трускавці
- Олена Черевко — ворожка
- Віктор Данилюк — директор м'ясокомбінату/ директор супермаркету/ власник автосалону в Полтаві/ директор табору
- Євген Коноплянка — камео
- Ірина Андреєва — Анжела В'ячеславівна, директор школи
- Юлія Мотрук — Віка, дівчина в парку
- Юлія Гершанік — Айнура, дівчина з Вірменії
- Антоніна Буравкова — касир в банку
- Катерина Гайворонська — касир в аеропорту/ провідник поїзда
- Тетяна Олександрова — продавчиня цукрової вати/ реєстратор в РАГСі
- Соломія Вітвіцька — камео
- Олексій Крилов — Гайс, пікапер
- Максим Максимюк — Святий Валентин
- В'ячеслав Шеховцов — начальник міліції
- Олексій Авраменко — інопланетянин
- Світлана Тарабарова — камео
- Аліна Коваленко — Катя, байдарочниця
- Єлизавета Олійник — Олена, дівчина в парку/ Марина, дівчина в парку/ Катя, дівчина в парку
- Віталій Челканов — будівельник/ таксист
- Вільгельміна Метель — привид Марія
- Мирослава Філіпович — жінка в поїзді
- Катерина Осадча — камео
- Юрій Мергель — депутат у санаторії/ квартирант
- Владислав Рильський — гітарист в байкер-клубі
- Дмитро Меленевський — боєць
- Сергій Лутюк — лікар

## Цікаві факти
- Як стало зрозуміло із серії «Тато», повне ім'я Віталіка — Віталій Валерійович[11].
- Наприкінці кожної серії говорять, що на переїзді панду поїздом збило. Це фішка серіалу.

## Оцінки
Національна експертна комісія України з питань захисту суспільної моралі на своєму засіданні 31 січня 2013 року не виявила порушень закону «Про захист суспільної моралі» у кількох серіях «Вітальки» («Віталька на роботі», «Віталька в автосалоні»), які демонструвалися в ефірі каналу ТЕТ в листопаді 2012 року.
За словами голови комісії Василя Костицького, скарга на скетчком надійшла за телефоном гарячої лінії «Збережемо духовність» від громадянина Пономаренка М. А.
Сам Бірча так коментує сприйняття глядачами пристойності його гумору:
|  | Для когось Віталька ходить на межі, для когось, можливо, навіть за межею. Але всі ми, зокрема інтелігенція, … можемо дозволити собі сміятися над непристойними речами, залишаючись при цьому інтелігентними, культурними людьми. Мій продукт порівнюють з Містером Біном та «Шоу Бенні Гілла». За ці порівняння я вдячний. |